# Zóra
A  Zóra szláv eredetű női név, a Zorán női megfelelője. Így a jelentése ugyancsak hajnal.

## Rokon nevek
- Zorinka:[1] a Zóra önállósult beceneve.[2]
- Zorka:[1] a Zóra önállósult beceneve.[2]
- Zora:[1] a Zóra alakváltozata.
- Zorina:[1] a Zóra önállósult beceneve.

## Gyakorisága
Az 1990-es években a Zóra, Zorinka, Zorka szórványos név volt, a 2000-es években nem szerepelnek a 100 leggyakoribb női név között.

## Névnapok
Zóra, Zorinka, Zorka
- június 19.[2]
- október 4.[2]

## Híres Zórák, Zorinkák, Zorkák
- Tomasevics Zorka szinkronrendező
- Urbányi Zóra énekesnő, dalszerző